# خلع الفك
الانخلاعات تحدث عندما تنفصل العظمتان الملتقيتان عند المفصل ، ويجب عدم الخلط بين الخلع الكامل والخلع الجزئي ؛ففي '' الخلع الجزئي'' يكون المفصل ما زال متصلاً جزئياً بالعظم،ويمكن أن يحدث الخلع بعد سلسلة من الأحداث كما في حالات التصاق، أوانعلاق الفك أثناء الفتح، أو عدم القدرة على إغلاقه.
عندما يعاني شخص من خلع في فكه يكون من الصعب فتح وإغلاق الفم، وقد يسبب الصداع الشديد أو عدم القدرة على التركيز، وذلك بسب خروج انتظام العضلة عن تناسقه الطبيعي، ما يسبب أيضا ألم ناتج عن التدوير غير المرغوب فيه من الفك، وإذا استمر هذا الألم فإن الأمر قد يتطلب جراحة لإعادة محاذاة الفك  ،وذلك اعتماداً على شدة الانخلاغ، وقد تساعد المسكنات مثل الباراسيتامول على تخفيف الألم المزمن الأولي؛ولكن إذا تم استخدام هذه مسكنات لمدة مطولة فإنها قد تؤثر على الشخص سلباً أثناء الحديث والأكل والشرب، وما إلى ذلك.

## التشريح
المفصل المشترك في خلع الفك هو المفصل الصدغي الفكي. ويقع هذا المفصل في مكان التقاء لقمة الفك السفلي مع العظم الصدغي ، أما الأغشية المحيطة بالعظام فهي تساعد خلال حركة الفك التمحورية والانزلاقية، وحتى يُغلق الفم يستوجب عمل العضلات التالية : العضلة الماضغة، والعضلة الصدغية، والعضلة الجناحية الإنسية.

## الفيزيولوجيا المرضية
هنالك أربعة مواقع مختلفة للخلع: أمامي، وخلفي، وعلويّ، وجانبي، وأكثرها شيوعاً هو الأمامي. فإذا فُتح الفم بإفراط فإن الخلع الأمامي يُحدث تحركاً في الفك السفلي إلى الأمام، وقد يكون هذا النوع من الخلع ثنائي الجانب أو أحاديّ الجانب بعد التثاؤب، ثم إن العضلات التي تتأثر في الخلع الأمامي هي العضلة الماضغة والعضلة الصدغية اللتان تعملان على رفع الفك السفلي، والعضلة الجناحية الوحشية التي تعمل على إراحة لقمة الفك السفلي. أما الخلع الخلفي فهو شائع عند الأشخاص الذين يتعرضون للكمات في منطقة الذقن، وسيدفع هذا الخلع الفك مرة أخرى مؤثراً على انتساق وانتظام لقمة الفك السفلي والخشاء. في حين تحدث الانخلاعات العلويّة بعد التعرض للكمات حيث يبقى الفم مفتوحاً، ونظراً لقوة اللكمة ستُجبر زاوية الفك على التحرك صعوداً نحو رأس اللقمة، أما الانخلاعات الجانبية فهي تحرك الفك بعيداً عن الجمجمة، ومن المرجح حدوثها مع غيرها من كسور الفك.

## الأعراض
يمكن أن تكون الأعراض عديدة تبعاً لمدى خطورة الإصابة ومدتها، وتتضمن أعراض خلع الفك عضة غير طبيعية، وصعوبة أثناء الكلام أو تحريك الفك، وعدم القدرة على إغلاق الفم بالكامل، وسيلان اللعاب بسبب عدم القدرة على إغلاق الفم بالكامل، بالإضافة إلى أن الأسنان تبدو خارج انتظامها وتناسقها الطبيعي، وألم لا يطاق.
إن الأعراض الفورية يمكن أن تكون ضوضاء صاخبة وعالية الصوت تحدث ضد مقابل طبلة الأذن، ويتبعها على الفور ألم مبرح، لا سيما في الجانب حيث حدث الخلع، أما الأعراض قصيرة الأجل يمكن أن تتراوح بين معتدلة الشدة إلى الصداع المزمن، وتوتر العضلات، أوالألم في الوجه والفك والرقبة .
الأعراض طويلة الأمد يمكن أن تؤدي إلى الحرمان من النوم، التعب والخمول والإحباط، وحالات من الغضب، وصعوبة في أداء المهام اليومية، والاكتئاب، وأمور اجتماعية متعلقة بصعوبة الكلام، وحساسية في السمع (لا سيّما الأصوات العالية) ،و طنين، وألم عند الجلوس أو الوقوف عند العمل على الحاسوب، وقراءة الكتب من الضغط العام على الفك وعضلات الوجه عند إمالة الرأس إلى الأسفل أو إلى الأعلى، ومن الممكن أن يسبب عدم تناسق الوجه لاحقاً.
وفي المقابل، تشمل أعراض كسر الفك نزيف قادم من الفم، وعدم القدرة على فتح الفم بطريقة واسعة دون ألم، وكدمات وتورم في الوجه، وصعوبة في تناول الطعام بسبب الألم المستمر، وفقدان الإحساس في الوجه تحديداً في الشفة السفلى، ويفتقرإلى مجموعة كاملة من الحركة في الفك.

## العلاج
معظم اضطرابات المفصل الفكي الصدغي (TMDs) هي ذاتية الحد ولا تزداد سوءا، وعلاجه بسيط يتضمن ممارسات الرعاية الذاتية، وإعادة التأهيل التي تهدف إلى القضاء على تشنجات العضلات، واستعادة التناسق الصحيح، وهذا كل ما هو مطلوب. وينبغي استخدام المسكنات المضادة للالتهاب (مسكنات الألم) لمدة قصيرة من الزمن وبشكل منتظم لا عند الحاجة فقط. من ناحية أخرى، قد يكون العلاج لهذه الاضطرابات في الحالات المزمنة صعبة، ويتم إدارة الحالة على أفضل وجه من قبل فريق يتألف من طبيب الرعاية الأولية، وطبيب أسنان، وأخصائي علاج طبيعي، وطبيب نفسي، وصيدلي، وفي عدد قليل من الحالات يستدعى طبيب جراح . وهناك طرق مختلفة للعلاج تشمل تعليم المريض، وممارسات الرعاية الذاتية، والدواء، والعلاج الطبيعي، والجبائر، والإرشاد النفسي، وتقنيات الاسترخاء، والتغذية الراجعة الحيوية،التنويم المغناطيسي ، والوخز بالإبر وبزل المفصل .
كما هو الحال مع معظم المفاصل المخلوعة أو الفك المخلوع يمكن إعادته في مكانه الطبيعي بنجاح من خلال أخصائي طبي مدرّب.، ويمكن أن تؤدي محاولات تعديل الفك دون مساعدة أخصائي طبي إلى تفاقم الضرر. إضافة إلى أن مقدم الرعاية الصحية قد يكون قادراً على إعادة الفك إلى موضعه الصحيح عن طريق التلاعب بالمنطقة إلى أن تعود إلى موقعها الصحيح. وتستخدم أدوية التخدير العام، ومرخيات العضلات، أو في بعض الحالات الأدوية المهدئة ؛لاسترخاء عضلة الفك القوية. وفي حالات أشد، قد يلزم إجراء عملية جراحية لإعادة الفك إلى موضعه، لا سيما إذا تكرر حدوث اختلالات الفك.

## علم الأوبئة
خلع الفك شائع للناس الذين يتعرضون لحوادث السيارات، أو الدراجات النارية، وكذلك الأنشطة المتصلة بالرياضة، وهذه الإصابة ليست محددة بعمر أو جنس نظراً لأنه يمكن أن تحدث لأي شخص. إن المصابين بانخلاع الفك عادة لا يسعون للحصول على رعاية طبية فورية وطارئة..و في معظم الحالات يكون علاج هذه الاختلالات بطرق بسيطة.
وذكر في إحدى الدراسات أنه خلال فترة سبع سنوات في موقع طوارئ طبي، تم زيارته من قبل 100,000 شخص، وُجدهناك 37 مريضا مصاب بخلع الفك.

## وصلات خارجية
- http://hcupnet.ahrq.gov/